# Berit Schneider-Stickler

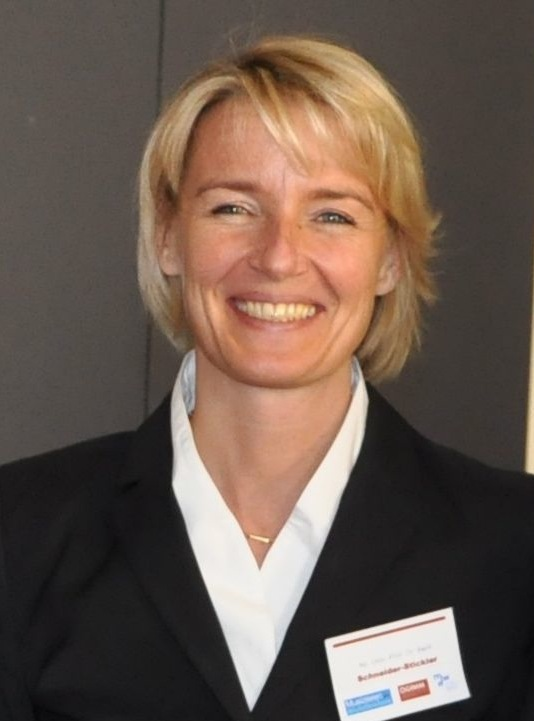
Berit Schneider-Stickler, 2010

Berit Schneider-Stickler (* 1968 in Berlin) ist Fachärztin für Hals-Nasen-Ohren-Heilkunde und Phoniatrie, Sängerin, stellvertretende Leiterin der Klinischen Abteilung Phoniatrie-Logopädie der Univ.-HNO-Klinik der Medizinischen Universität Wien.

## Ausbildungen
Schneider-Stickler studierte Humanmedizin in Berlin und promovierte 1995 auf dem Gebiet der Klassifikation und Diagnostik funktioneller Stimmstörungen. Ferner absolvierte sie das Gesangsstudium an der Hochschule für Musik „Hanns Eisler“ Berlin. Sie absolvierte mehrmonatige Forschungsaufenthalte an der University of California, Irvine und der University of Wisconsin–Madison.
Ihre HNO-Facharztausbildung begann sie an der Universitäts-Hals-Nasen-Ohren-Klinik der Charité, Humboldt-Universität zu Berlin und setzte diese in der Universitäts-HNO-Klinik Essen fort, wo sie 1998 die HNO-Facharztprüfung absolvierte. Eine Zusatzfachausbildung Phoniatrie machte sie an der Klinischen Abteilung Phoniatrie-Logopädie der Universitäts-HNO-Klinik für Ohrenkrankheiten an der Universität Wien. 2003 habilitierte sie sich Zur klinischen Relevanz der Videostroboskopie bei der Beurteilung und Differentialdiagnostik von Stimmstörungen und erhielt die Venia docendi an der Medizinischen Fakultät der Universität Wien.

## Leben
Schneider-Stickler ist seit 2002 Fachärztin für Phoniatrie und Verfechterin ganzheitlicher Betrachtungsweisen medizinischer Probleme. Sie ist stellvertretende Leiterin der Klinischen Abteilung Phoniatrie-Logopädie der Univ.-HNO-Klinik Wien am Allgemeinen Krankenhaus der Stadt Wien. Sie erfüllte ebenfalls Lehraufträge an der Universität für Musik und darstellende Kunst Wien/Institut Antonio Salieri (Gesang in der Musikpädagogik), an der Fachhochschule Wiener Neustadt und an der Akademie für den logopädisch-phoniatrisch-audiologischen Dienst Wien.
Seit 1998 leitet sie die jährlichen internationalen Vortrags- und Gesprächsrunden zu Stimmerkrankungen bei Schauspielern und Sängern (VGRSSS). Seit ist Präsidiumsmitglied der Österreichischen Gesellschaft für Logopädie, Phoniatrie und Pädaudiologie. Von 2009 bis 2020 war sie stellvertretende Präsidentin der Österreichischen Gesellschaft für Musik und Medizin. Ferner ist sie aktives Mitglied der Deutschen Gesellschaft für Hals-Nasen-Ohren-Heilkunde, der American Academy of Otolaryngology-Head & Neck Surgery, der European Laryngological Society, des Collegium Medicorum Teatri COMET sowie der evta – austria (Bund österreichischer Gesangspädagogen, member of european voice teachers association).
Ihre wissenschaftlichen und klinischen Schwerpunkte liegen in den Bereichen Stimmdiagnostik, Prävention und Therapie von Stimmstörungen, Phonochirurgie, wie auch in der Biofilmforschung auf Kunststoffen. Sie tritt regelmäßig gesangssolistisch auf und unterstützt etliche karitative Projekte, die sich mit dem Leben und dem Umgang mit Krankheit beschäftigen. Seit Oktober 2007 ist sie verheiratet mit Friedrich Stickler, dem ehemaligen Präsident des Österreichischen Fußball-Bundes (ÖFB).

## Publikationen (Auswahl)
- B. Schneider, W. Bigenzahn: Stimmdiagnostik – ein Leitfaden für die Praxis. Springer Verlag, Wien / New York 2007, ISBN 978-3-211-25216-1.
- B. Schneider: Der Ductus arteriosus apertus als Ursache einer Parese des Nervus recurrens. In: HNO, Band 49, 2001, S. 388–391.
- B. Schneider: Stimmermüdung durch Blasinstrumentenspiel? In: Musikphysiologie und Musikermedizin, Band 8, Nr. 3, 2001, S. 91–107.